# Camptopoeum clypeare
Camptopoeum clypeare är en biart som beskrevs av Morawitz 1894. Camptopoeum clypeare ingår i släktet Camptopoeum och familjen grävbin. Inga underarter finns listade.